# 十勝機動警察隊
十勝機動警察隊（とかちきどうけいさつたい）は、北海道警察釧路方面本部に設置されている執行隊である。

## 概要
北海道の十勝地方管内（19市町村）の5警察署を補完する執行隊で、機動捜査隊、自動車警ら隊、一般道路の指導取り締まりを専門とする交通機動隊、道東自動車道および帯広広尾自動車道における指導取り締まりや交通事故処理などを担当する高速道路交通警察隊により構成されている。

## 所在地
- 北海道帯広市大通北1丁目4-2

## 組織
- 機動警察隊長（警視）
- 機動警察隊副隊長（警視）
  - 中隊長（警部）
  - 庶務、管理小隊
  - 機動第一中隊 - 機動捜査担当（機動捜査隊と同じ任務）
  - 機動第二中隊 - 自動車警ら担当（自動車警ら隊と同じ任務）
  - 機動第三中隊 - 交通取締り担当（交通機動隊と同じ任務）
  - 広域機動捜査
  - 高速道路交通警察隊（隊長 - 機動警察隊副隊長が兼務）
    - 高速中隊